# Bézenet
 (mai 2018).
Si vous disposez d'ouvrages ou d'articles de référence ou si vous connaissez des sites web de qualité traitant du thème abordé ici, merci de compléter l'article en donnant les références utiles à sa vérifiabilité et en les liant à la section « Notes et références ».
Bézenet (Besenet en occitan) est une commune française, située dans le département de l'Allier en région Auvergne-Rhône-Alpes.

## Géographie

### Localisation
Bézenet est située à l'est de Montluçon.
Six communes sont limitrophes :
|          | Villefranche-d'Allier | Saint-Priest-en-Murat |
| Doyet    | Bézenet               | Saint-Bonnet-de-Four  |
| Montvicq | Louroux-de-Beaune     |                       |

### Climat
Pour des articles plus généraux, voir Climat d'Auvergne-Rhône-Alpes et Climat de l'Allier.
En 2010, le climat de la commune est de type climat océanique dégradé des plaines du Centre et du Nord, selon une étude du CNRS s'appuyant sur une série de données couvrant la période 1971-2000. En 2020, Météo-France publie une typologie des climats de la France métropolitaine dans laquelle la commune est exposée à un climat de montagne ou de marges de montagne et est dans la région climatique Ouest et nord-ouest du Massif Central, caractérisée par une pluviométrie annuelle de 900 à 1 500 mm, maximale en automne et en hiver.
Pour la période 1971-2000, la température annuelle moyenne est de 11,2 °C, avec une amplitude thermique annuelle de 15,9 °C. Le cumul annuel moyen de précipitations est de 768 mm, avec 10,4 jours de précipitations en janvier et 7 jours en juillet. Pour la période 1991-2020, la température moyenne annuelle observée sur la station météorologique de Météo-France la plus proche, sur la commune de Montmarault à 9 km à vol d'oiseau, est de 11,2 °C et le cumul annuel moyen de précipitations est de 811,6 mm,. Pour l'avenir, les paramètres climatiques de la commune estimés pour 2050 selon différents scénarios d'émission de gaz à effet de serre sont consultables sur un site dédié publié par Météo-France en novembre 2022.

## Urbanisme

### Typologie
Au 1er janvier 2024, Bézenet est catégorisée commune rurale à habitat dispersé, selon la nouvelle grille communale de densité à 7 niveaux définie par l'Insee en 2022.
Elle est située hors unité urbaine. Par ailleurs la commune fait partie de l'aire d'attraction de Montluçon, dont elle est une commune de la couronne,. Cette aire, qui regroupe 58 communes, est catégorisée dans les aires de 50 000 à moins de 200 000 habitants,.

### Occupation des sols

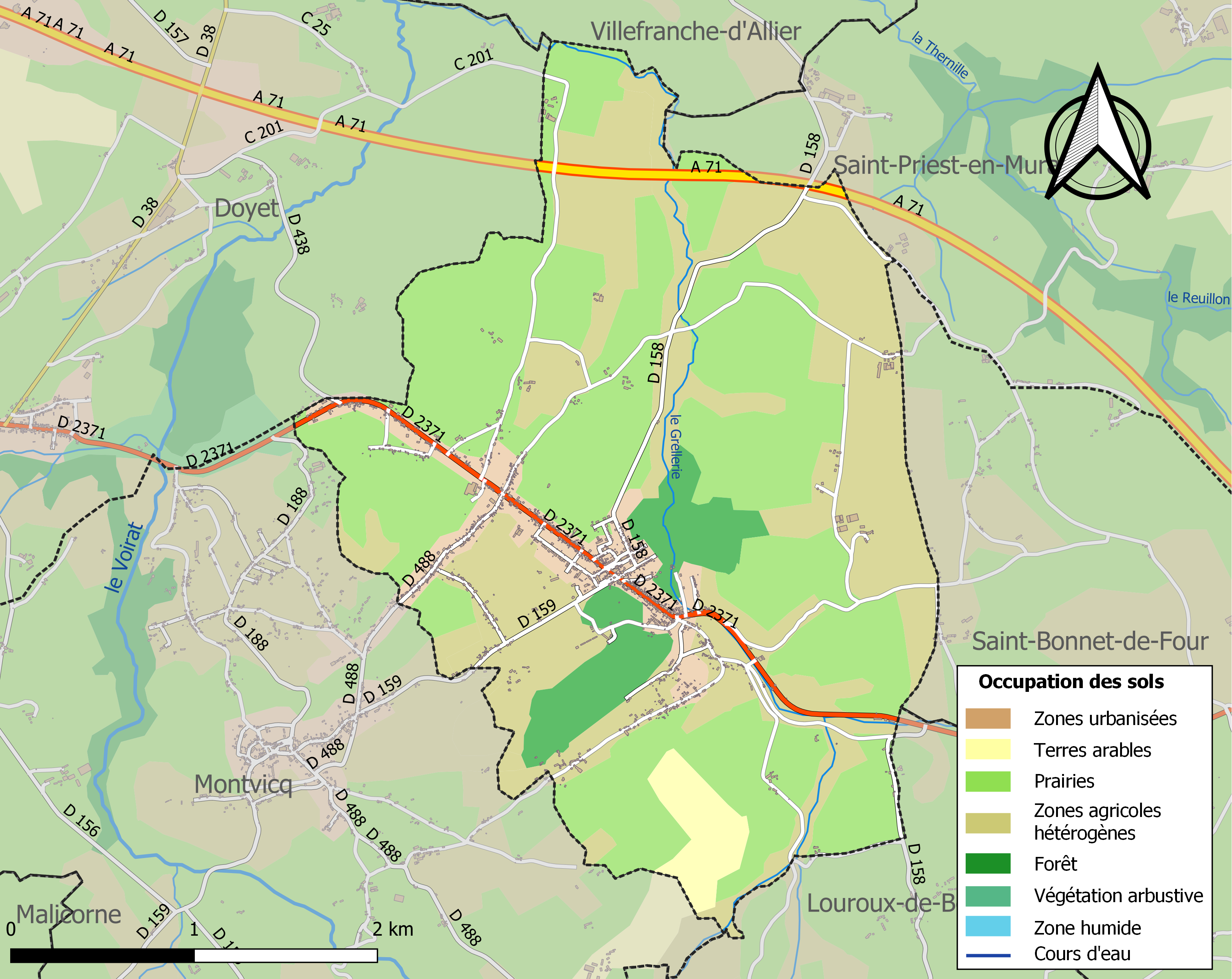
Carte des infrastructures et de l'occupation des sols de la commune en 2018 (CLC).

L'occupation des sols de la commune, telle qu'elle ressort de la base de données européenne d’occupation biophysique des sols Corine Land Cover (CLC), est marquée par l'importance des territoires agricoles (87,4 % en 2018), une proportion identique à celle de 1990 (87,4 %). La répartition détaillée en 2018 est la suivante : 
prairies (47,9 %), zones agricoles hétérogènes (37 %), zones urbanisées (6,4 %), forêts (6,1 %), terres arables (2,5 %).
L'IGN met par ailleurs à disposition un outil en ligne permettant de comparer l’évolution dans le temps de l’occupation des sols de la commune (ou de territoires à des échelles différentes). Plusieurs époques sont accessibles sous forme de cartes ou photos aériennes : la carte de Cassini (XVIIIe siècle), la carte d'état-major (1820-1866) et la période actuelle (1950 à aujourd'hui).

### Voies de communication et transports
La commune est reliée à Montluçon à l'ouest et Montmarault à l'est par la route départementale 2371, ancienne route nationale 371 reliant les deux communes précitées.
Le territoire communal est également desservi par les routes départementales 158 (vers Villefranche-d'Allier au nord), 159 et 488 (vers Montvicq au sud-ouest).
L'autoroute A71 passe au nord du territoire communal. L'échangeur le plus proche est situé à Montmarault, à dix kilomètres à l'est.

## Histoire

### Origines
À l’origine, le hameau de Bézenais dépendait de la commune de Montvicq. Vers 1622, il était composé d’une dizaine de « feux » de laboureurs et se trouvait au lieu-dit actuel le Village.
Deux autres lieux d’habitations notables existaient : l’un, sur l'actuelle place de l’Église, était constitué de maisons à étages dont les jardins étaient entourés de murs ; l'autre, plus important, à la Verzelle, comportait diverses activités (auberges, artisans, commerces). Les autres lieux-dits constituant l'actuelle commune de Bézenet étaient peu peuplés.
Les premières recherches de houille débutèrent vers 1792, les paysans creusaient de petits puits dans l'affleurement de la couche où ils pratiquaient des excavations irrégulières.
Le 12 novembre 1828, une ordonnance royale accorde la première concession minière à MM. Étienne et Félix Devaux, Jacques Michard, Havard père. Cette concession de 8 hectares portera le nom de « Concession de Bézenet ». Une rente annuelle de 0,15 F par hectare sera versée. L'exploitation régulière ne se fera qu'à partir de 1837 et sera assez faible jusqu'en 1860.
Le 10 novembre 1855, une concession de 90 hectares appelée « Concession de l'Ouche » est accordée à la famille d'Agout. C'est la compagnie « Parent et Schaken » qui en assurera l'exploitation jusqu'en 1869, date à laquelle elle sera rattachée à celle de Bézenet.
Avant 1830, il n'y avait pas d'habitations le long de la route appelée à l'époque « impériale ». Ce n'est qu'à partir de l'attribution de ces deux concessions minières que les premières constructions apparurent.
Au début de l'exploitation des mines, le charbon était transporté à Montluçon par des attelages de bœufs ou de chevaux ; on en comptait plusieurs centaines par jour.

### Cité minière

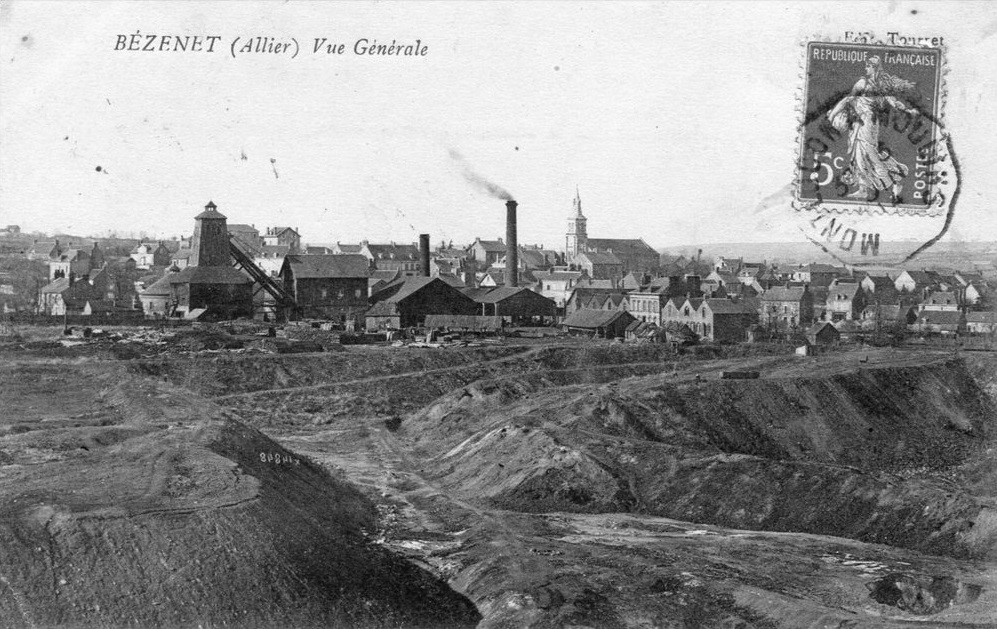
Bézenet à l'époque des mines.

Le 8 juillet 1880, la commune de Bézenet est créée, à partir d'un démembrement de la commune de Montvicq, à la suite de l’explosion démographique due à l’exploitation de la mine de houille ; elle aurait compté jusqu’à 4 500 habitants vers 1890. Puis la population déclina jusqu’à la fermeture de la mine avant la guerre de 1914-1918.
L’exploitation minière était composée des puits Sainte-Barbe, des Ormes et de l’Ouche. Ce dernier fut utilisé comme puits d'aération à la fin de son activité. Un système d’exploitation dit « en descenderie » était également utilisé au Puy Pochin, rue des Audevants et aux Chauvais.
De toutes ces installations minières il ne subsiste actuellement que le château d’eau, le bâtiment des écuries/granges (transformé en habitations) et l’économat (désaffecté) tous situés chemin de la Mine.
En 1873, 220 000 tonnes de houille étaient extraites par 1 400 mineurs.

Puits de Bézenet :
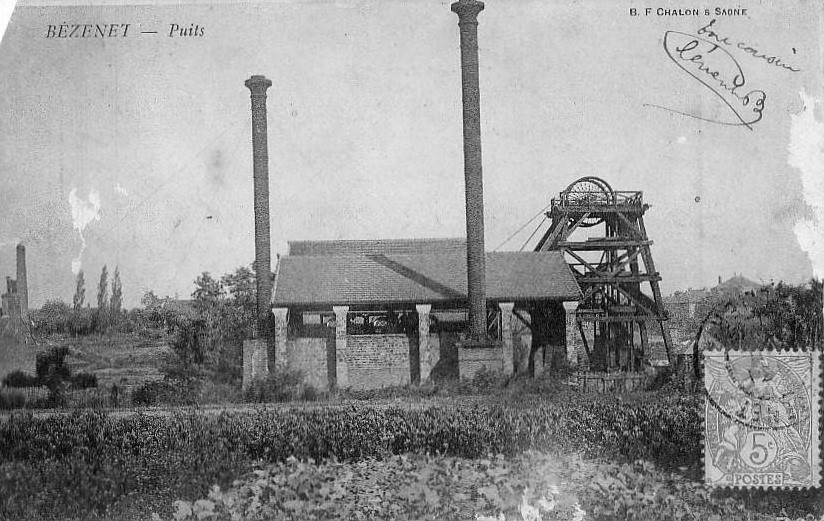
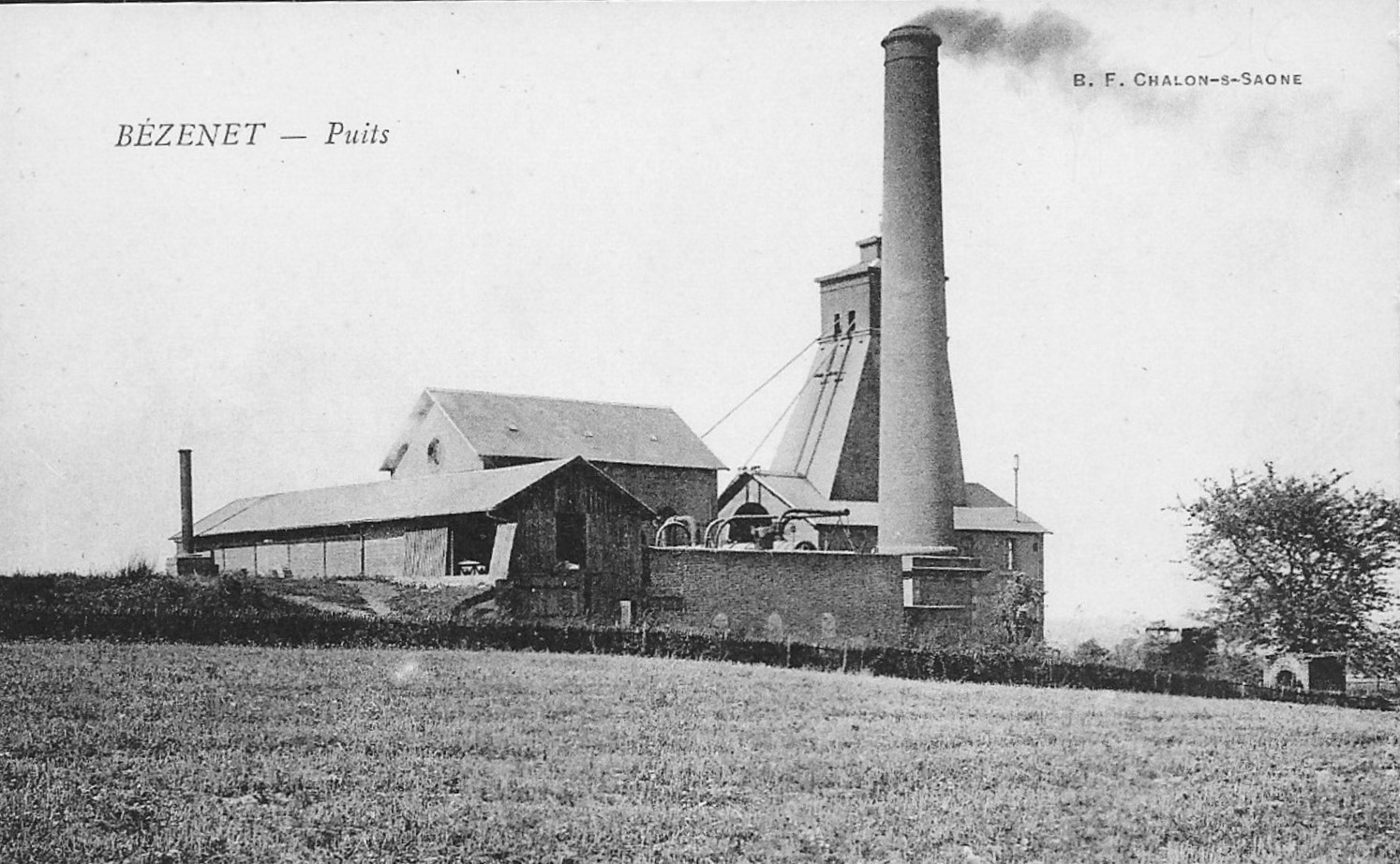
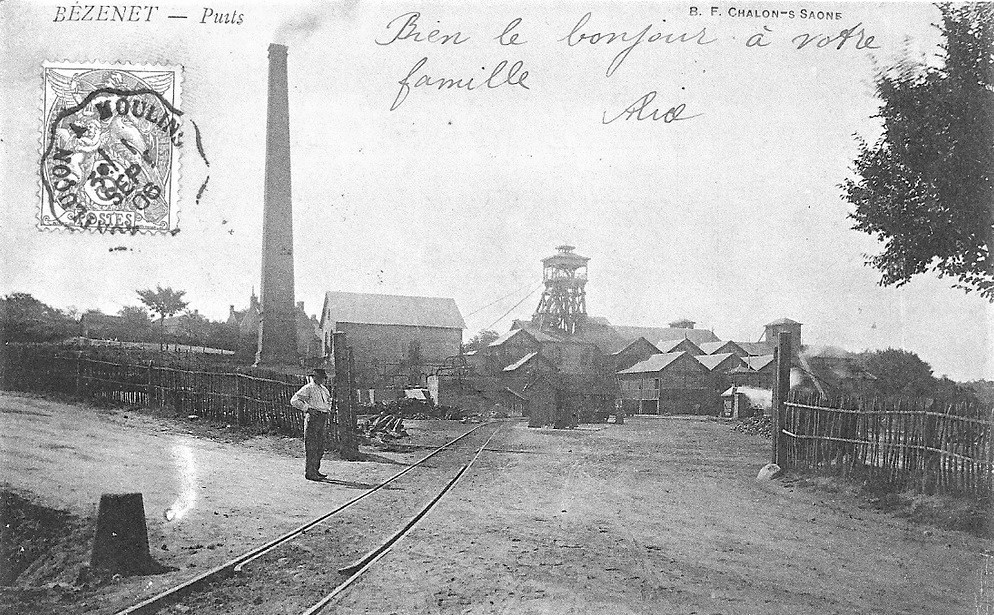
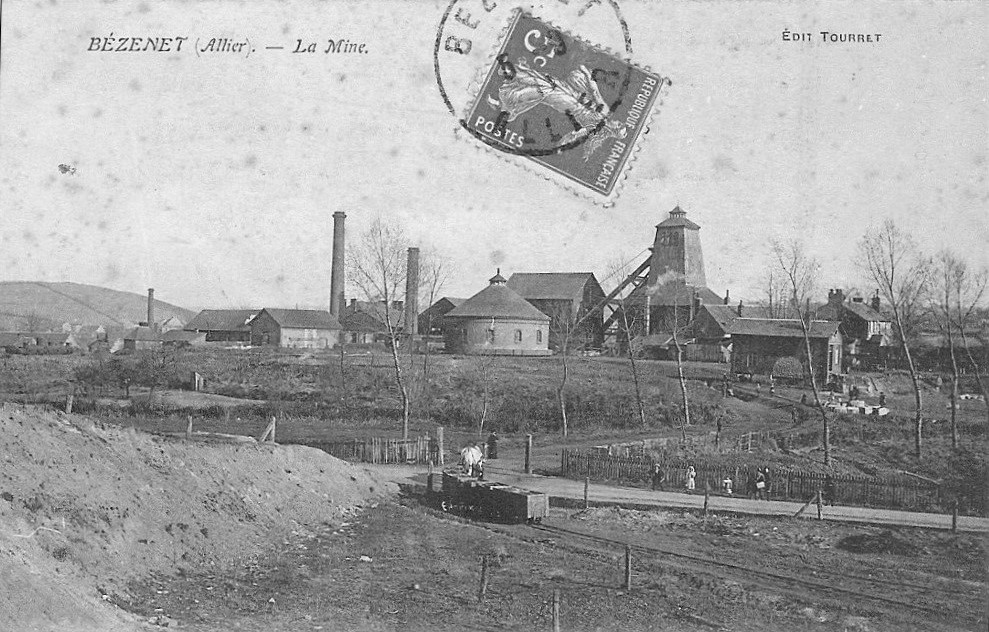
Puits Sainte-Barbe.

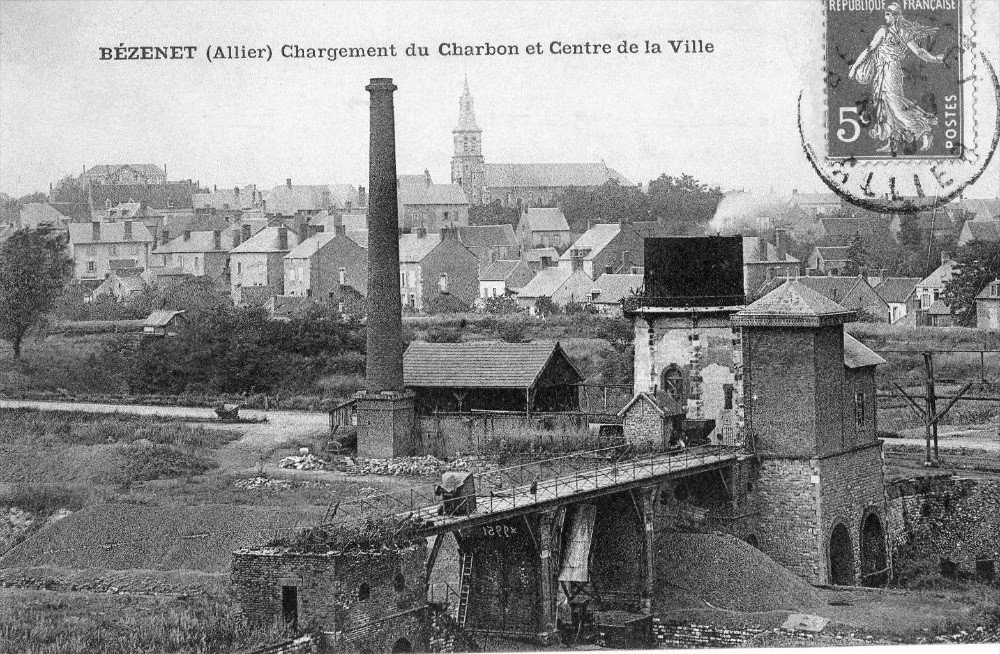
Le chargement du charbon.

La commune disposait de trois médecins dont le docteur Groslier qui était attaché au personnel de la mine. Les mineurs pouvaient également se faire soigner à l'hôpital de la mine qui comptait huit lits et se trouvait dans la rue du Village. Une bonne sœur en dirigeait la pharmacie tandis qu'une autre était notamment chargée d'arracher les dents sans anesthésie… Les passants se rendaient compte des interventions car le sang était directement rejeté dans le caniveau. Trois sages-femmes étaient installées à Bézenet, le médecin ne se déplaçant que pour les accouchements difficiles.
L'activité économique était également composée de l'ensemble de l'artisanat et des commerces de cette époque ainsi que de fabricants de meules à grains, de briqueteries et de fours à chaux dont le plus important se trouvait face à l'étang. Ce qui subsiste de ce dernier est dissimulé sous des broussailles.
Outre les écoles communales (garçons/filles) il existait plusieurs écoles catholiques dont une rue du Village et une école protestante à Saint-Charles. Par la suite, l’école communale des filles fut transformée en cours complémentaire pour filles puis en un collège d’enseignement général mixte (CEG). Le cours complémentaire pour garçons se trouvait à Doyet.
La commune était dotée d’une gendarmerie rue du Bois (1882), ainsi que de deux gares : celle du réseau Paris-Orléans (PO) se trouvant en cul-de-sac était reliée à la ligne Montluçon-Moulins par la gare de Doyet La Presle ; en 1892, elle était classée 5e au niveau départemental pour son trafic expédié (houille, chaux…) ou reçu (matériaux divers pour la mine entre autres). La gare des Chemins de Fer Économiques reliant Marcillat à Varennes était tournée vers un transport de proximité. À la suite du déclin de la population de la commune, la gendarmerie a été fermée vers 1920, la gare du CFE en 1939. Quant à la gare du PO (devenue entre-temps SNCF) son activité voyageurs s'est arrêtée en 1932 ; elle est néanmoins restée ouverte au trafic des marchandises jusqu'en 1964. Ces deux lignes étaient reliées à la mine via la place Jean-Jaurès ; l'embranchement du CFE empruntait le petit chemin longeant l'étang. De nos jours, ces trois bâtiments existent encore ainsi que la maison du garde barrière face à l'ex-station service.
Face à l'étang, perdus dans la végétation, se trouvent les ruines des fours à chaux verticaux qui utilisaient le dénivelé naturel de la route de Bost pour le déchargement du charbon et du calcaire. L'eau de l'étang servait à éteindre la chaux vive.
Bézenet était également équipée de bains-douches municipaux (détruits vers 1984) et d’un abattoir aujourd’hui reconverti en dépôt de matériel.
Les Bézenétois durent batailler contre l’administration afin d’obtenir l’ouverture d’une poste (1865) digne de l’importance de sa population.
Dès sa consécration en 1888, l’église (dédiée à saint Barbe) fut surnommée « la cathédrale », compte tenu de ses dimensions intérieures plus importantes que celles des églises environnantes.
Dès la création de la commune, le dynamisme des Bézenétois fut reconnu par l’organisation de fêtes, de corsos fleuris (appelés « cavalcades » à cette époque) dont le souvenir resta dans la mémoire collective pendant de nombreuses années. L'animation musicale était réalisée par la fanfare-harmonie de Bézenet qui fut créée dans la tradition minière. Plus tard, ce sont les bals organisés dans la toute nouvelle salle des fêtes qui acquirent une belle renommée. Deux fêtes foraines étaient organisées à Bézenet : la fête patronale le 1er dimanche de septembre sur la place de l’Église ; elle a disparu dans les années 1990. La plus fréquentée était, à Pâques, la fête communale, qui avait lieu place Jean-Jaurès avec son bal sous parquet ; celle-ci survit encore de nos jours mais ne comporte plus que quelques forains.
Le marché (instauré officiellement en 1861) se tenait le mardi matin sur la place de l’Église ; depuis la rénovation de cette dernière, il se tient désormais place Jean-Jaurès. La place de l'Église se nommait place au Beurre ; la place Jean-Jaurès fut appelée place « Aux fruits » puis place du Pont.
Pendant la Première Guerre mondiale, Bézenet a accueilli des soldats convalescents cantonnés dans l'école des garçons. Ces classes étaient inoccupées car de nombreuses familles de mineurs avaient quitté la commune à la suite du déclin et de la fermeture de la mine de charbon. Ces soldats appartenaient au 172e régiment d'infanterie de Belfort et à son régiment de réserve le 372e. Ils avaient été blessés pendant les meurtrières attaques de Verdun, du Chemin des Dames et de la Somme. Cet hébergement permettait de désemplir les hôpitaux militaires temporaires de Vichy créés par réquisition des hôtels.
L’exploitation du charbon reprit dans des tranchées de surface pendant la période de 1939/1954 ; un charbon de mauvaise qualité était produit palliant la pénurie de l’époque.

### Époque contemporaine
La commune a comporté divers commerces et artisans comme il en existait dans tous les villages, mais dont le nombre n’a fait que diminuer au fil du temps :
- 8 cafés-restaurants (dont 2 faisaient hôtels et un autre coiffeur) 
- 1 pharmacie - 2 bouchers - 1 charcutier - 1 boulanger - 1 pâtissier faisant également épicerie. 
- 4 épiceries dont 3 étaient des succursales : Coop/ Dock de Nevers/ Casino. 
- 1 réparateur motos/cycles - 1 magasin d’électricité/électro-ménager - 3 garages automobiles dont 2 faisant pompes à essence 
- 1 droguerie/quincaillerie qui était ouverte uniquement les mardis (jour du marché) et samedis matin. 
- 1 grainetier/charbon/fioul - 1 débit de tabac faisant bazar dont des articles pour la pêche - 1 charbonnier/ marchand de vin 
- 1 cordonnier - 1 horloger - 1 mercerie/bonneterie - 1 librairie/papeterie - 1 pépiniériste/ fleuriste.
À cette liste nous pouvons ajouter : assureur, maréchal-ferrant, maçons, plâtriers-peintres, menuisiers, plombiers chauffagistes, électriciens.
Les établissements Augot, grossistes en vins et bières, l’usine d’injection de matière plastique située au Vigneau, une casse auto/ferrailleur au village. À l'heure actuelle, une usine de mécanique générale s'est installée dans les locaux de la société Augot.
Un dentiste, un notaire, le Crédit Agricole, la Banque Populaire possédaient des locaux ouverts les mardis et samedis matin.
Après de nombreuses années d'absence de cette profession, un médecin généraliste s'est installé dans les années 1970 dans l'ancien presbytère.
La boucherie actuelle est à l’emplacement d’un ancien café-restaurant (fermé avant 1950) tandis que la supérette qui la jouxte a été ouverte à l’emplacement d’un magasin Casino qui existait jusqu’à dans les années 1930.
Plusieurs familles de marchands forains de vêtements (souvent d’origine italienne) étaient domiciliées à Bézenet.
La fête foraine de Pâques eut pendant des décennies un grand succès à l’image du parquet monté pour le bal dont les dimensions étaient dignes d’une ville nettement plus importante.

## Politique et administration

### Découpage territorial
La commune de Bézenet est membre de la communauté de communes Commentry Montmarault Néris Communauté, un établissement public de coopération intercommunale (EPCI) à fiscalité propre créé le 1er janvier 2017 dont le siège est à Commentry. Ce dernier est par ailleurs membre d'autres groupements intercommunaux.
Sur le plan administratif, elle est rattachée à l'arrondissement de Montluçon, au département de l'Allier et à la région Auvergne-Rhône-Alpes. Sur le plan électoral, elle dépend du  canton de Commentry pour l'élection des conseillers départementaux, depuis le redécoupage cantonal de 2014 entré en vigueur en 2015, et de la deuxième circonscription de l'Allier  pour les élections législatives, depuis le dernier découpage électoral de 2010.

### Administration municipale

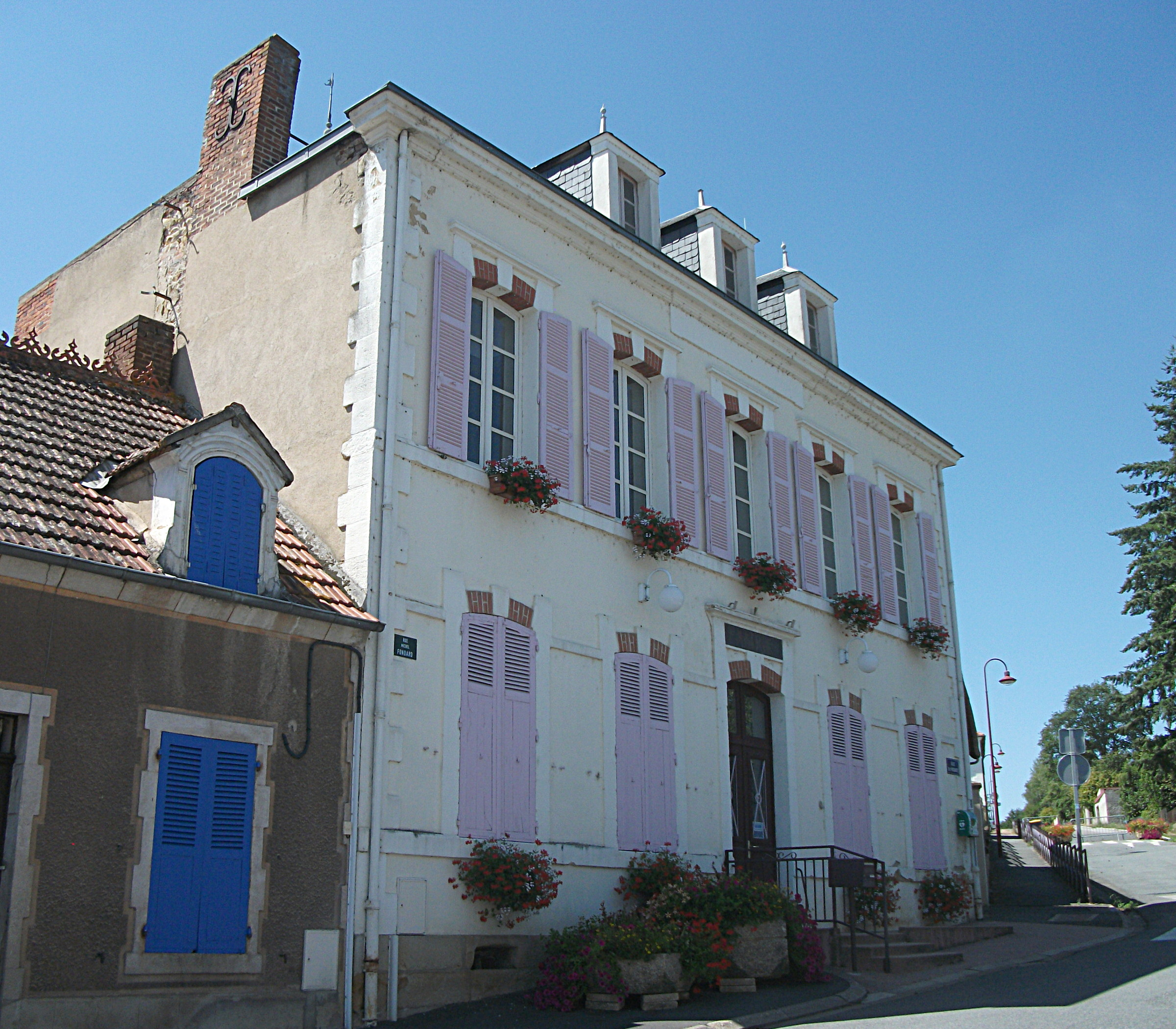
Mairie.

| Période                                  | Période                     | Identité           | Étiquette | Qualité                          |
| ---------------------------------------- | --------------------------- | ------------------ | --------- | -------------------------------- |
| Les données manquantes sont à compléter. |                             |                    |           |                                  |
| 1880                                     | 1884                        | Michel Fondard     |           |                                  |
| 1884                                     | 1892                        | Victor Ballanger   |           |                                  |
| 1892                                     | 1894                        | Alexandre Bouchard |           |                                  |
| 1894                                     | 1908                        | Félix Bouchaud     |           |                                  |
| 1908                                     | 1919                        | Alphonse Gomot     |           |                                  |
| 1919                                     | 1929                        | Xavier Genest      |           |                                  |
| 1929                                     | 1937                        | Gilbert Picandet   |           |                                  |
| 1937                                     | 1945                        | Georges Bideau     |           |                                  |
| 1945                                     | 1950                        | Eugéne Morgan      |           |                                  |
| 1950                                     | 1953                        | Jean Audinat       |           |                                  |
| 1953                                     | 1965                        | Gabriel Freytet    |           |                                  |
| 1965                                     | 1982                        | René Piquandet     |           |                                  |
| 1982                                     | 1995                        | Pierre Tabutin     |           |                                  |
| mars 2001                                | mai 2020                    | Daniel Piquandet   |           | Retraité de l'agriculture        |
| mai 2020                                 | En cours (au 23 avril 2021) | Bruno Depras       |           | Retraité régulateur de transport |

## Population et société

### Démographie
Les habitants de la commune sont appelés les Bézenétois,.
L'évolution du nombre d'habitants est connue à travers les recensements de la population effectués dans la commune depuis 1881. Pour les communes de moins de 10 000 habitants, une enquête de recensement portant sur toute la population est réalisée tous les cinq ans, les populations de référence des années intermédiaires étant quant à elles estimées par interpolation ou extrapolation. Pour la commune, le premier recensement exhaustif entrant dans le cadre du nouveau dispositif a été réalisé en 2007.

En 2022, la commune comptait 917 habitants, en évolution de −5,85 % par rapport à 2016 (Allier : −1,38 %, France hors Mayotte : +2,11 %).
| 1881  | 1886  | 1891  | 1896  | 1901  | 1906  | 1911  | 1921  | 1926  |
| ----- | ----- | ----- | ----- | ----- | ----- | ----- | ----- | ----- |
| 4 132 | 3 759 | 3 889 | 4 069 | 3 698 | 3 187 | 2 411 | 1 521 | 1 455 |

| 1931  | 1936  | 1946  | 1954  | 1962  | 1968 | 1975  | 1982  | 1990 |
| ----- | ----- | ----- | ----- | ----- | ---- | ----- | ----- | ---- |
| 1 353 | 1 193 | 1 122 | 1 120 | 1 050 | 973  | 1 009 | 1 005 | 922  |

| 1999 | 2006 | 2007 | 2012 | 2017 | 2022 | - | - | - |
| ---- | ---- | ---- | ---- | ---- | ---- | - | - | - |
| 953  | 966  | 972  | 993  | 948  | 917  | - | - | - |

### Sports
Le FCB, dont la création remonte aux années 1930, a évolué pendant de nombreuses saisons au meilleur niveau footballistique de la ligue de l’Allier.
Dans les années 1950-1960, le FCB s’associa à l’organisation de plusieurs corsos fleuris ; la population étant mise à contribution pour composer les fleurs et banderoles en papier décorant les chars à thèmes. La fête champêtre du mois de juillet, servant à collecter des fonds pour la saison sportive à venir, était renommée notamment avec ses stands de jeux et son podium où se produisaient des artistes itinérants.Il en était de même pour le tournoi de sixte organisé à Pentecôte.
Une chorale apparut au sein du FCB. Elle s’externalisa au niveau de ses membres au fur et à mesure du temps pour prendre le nom « Des copains d’abord ».
Jusqu’au début des années 2000, Bézenet avait comme particularité d’avoir sa mairie, son monument aux morts et son église dans le même alignement. À la suite du réaménagement de la place de l'Église, le monument aux morts a été déplacé à droite de l'église.
En juillet 2017, le FC Bézenet et l'US Doyet ont fusionné devenant l'entente Bézenet-Doyet Football ; l'US Doyet accédant à la Régionale 3. Cette entente existant déjà au niveau des jeunes équipes, l'union des équipes seniors a été largement facilitée par la nouvelle génération de joueurs ayant eu un parcours de formation commun[réf. nécessaire].

## Culture locale et patrimoine

### Lieux et monuments

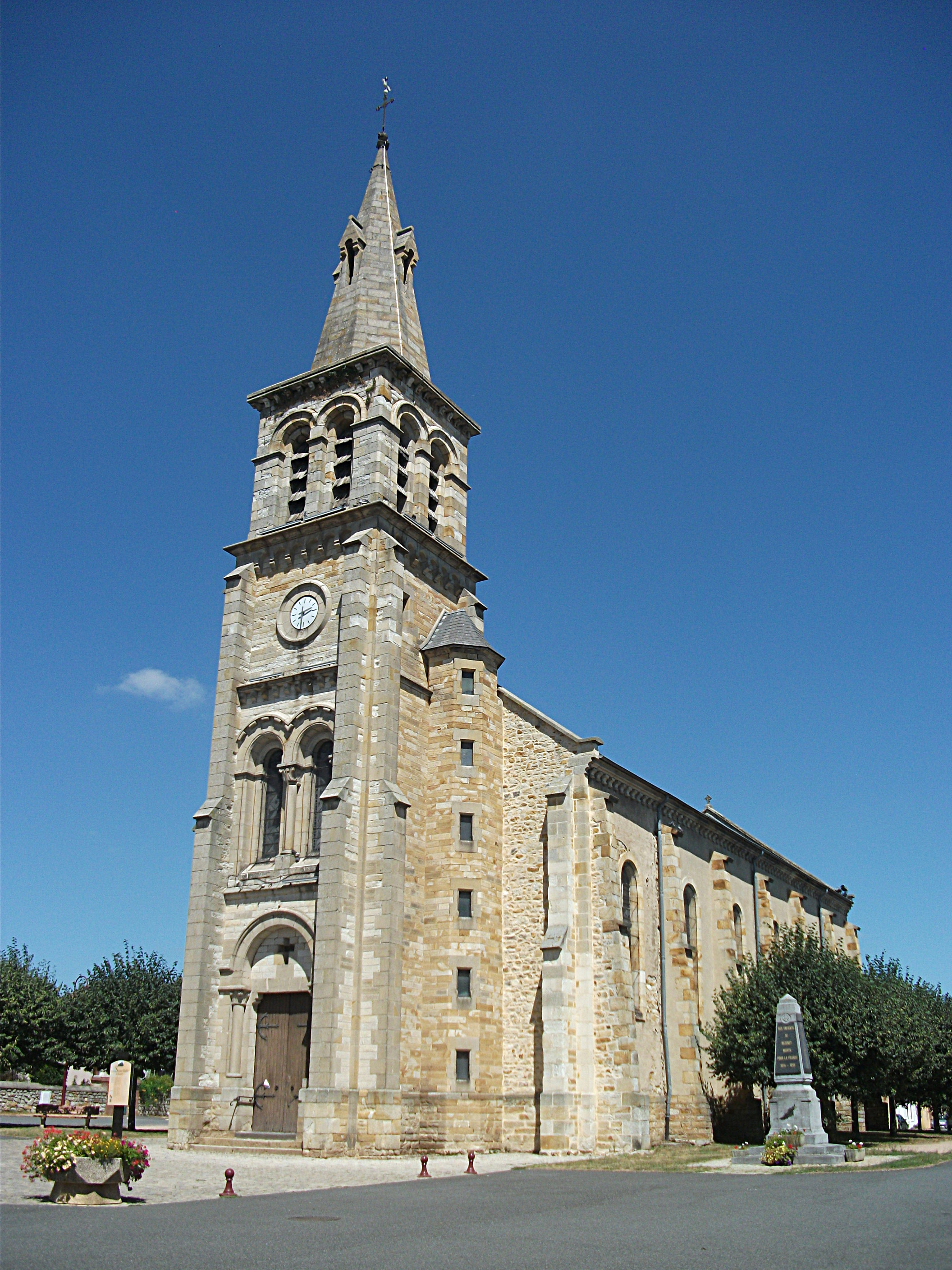
Église.

- Église Sainte-Barbe du XIXe siècle, de style néo-roman. Commencée comme une chapelle en 1865, elle est agrandie, dotée d'un clocher imposant, et achevée en 1888 comme église paroissiale.
- Château du Puy-Châtonin, maison forte datant des XVe et XVIe siècles, flanquée de deux tours rondes et bordée d'un étang, possession du fief de La Brosse (dans la commune voisine de Saint-Bonnet-de-Four).
- Gare de Bézenet (bâtiment de 1859 devenu maison des associations)

### Personnalités liées à la commune
- Albert Thomas (1878-1932), député, ministre de l'Armement, personnalité de la SFIO. Sa maison de « La Gaudière » était citée en 1569 comme une maison noble appartenant à la châtellenie de Murat. Avant son rachat, elle servait de bureaux aux concessions minières.
- Roger Imbert, patriote fusillé par les Allemands en août 1944 ; une stèle indique l'emplacement de son exécution au bout de la rue qui porte son nom.
- Georges Rougeron, conseiller municipal de Bézenet de 1995 à 2001, adjoint au maire, ancien maire de Commentry, sénateur, conseiller général, président du conseil général, résistant, secrétaire départemental SFIO.
- René Debesson (1900-1981), professeur de mathématiques né à Bézenet d'un père ouvrier mineur ; il fut secrétaire départemental SFIO, maire de Tourcoing, sénateur du Nord.
- Rodolphe Hassold, journaliste (Le Parisien, L'Équipe), grand reporter, rédacteur en chef, écrivain (biographies), producteur audiovisuel.